# Paul Rosenhayn
Paul Rosenhayn (11. prosince 1877 Hamburk – 11. září 1929 Berlín) byl německý novinář, scenárista a spisovatel – autor detektivních románů klasické anglické školy i krimi nového typu s příměsí fantastična. Svými sci-fi romány a krimi povídkami předběhl dobu, ale jeho předčasná smrt jej uvrhla do zapomnění.{In: Od Alexe po Zangwilla. Malý slovník autorů detektivek, KVFDL 1987} Výraznější postavou v jeho kriminálních příbězích je detektiv Joe Jenkins: Elf Abenteuer des Joe Jenkins (1915), Die weiße Orchidee (1917).

## Dílo
- Jedenáct dobrodružství Joe Jenkinse (Elf Abenteuer des Joe Jenkins, 1915) č. 1918
- Bílá orchidee a jiné detektivní povídky (Die weiße Orchidee, 1917) č. 1919
- Neviditelný host a jiné detektivní povídky (?) č. 1929
- Noc bez jitra (Die Nacht ohne Morgen, 1919) č. 1931
- Román jedné noci (Roman einer Nacht, 1928) č. 1929
- "VALUTA" (?) č. 1930
- Atlantic v plamenech (Der Flammen-Kreisel, 1929) č. 1930
- Volání z ulice Victoria (?) č. 1932
- Yachta sedmi hříchů (Die Yacht der Sieben Sünden) č. 1932
- Záhadná žena (?) č. 1930
- Na oné straně dveří (?) č. 1930
- Volání z vesmíru (?) č. 1940